# Minle
För andra betydelser, se Minle (olika betydelser).
Minle, tidigare stavat Minlo, är ett härad i Zhangyes stad på prefekturnivå i Gansu-provinsen i nordvästra Kina.
Minle är indelat i tio köpingar och en administrativ enhet på sockennivå.
Köpingar (zhen):

- Fengle (丰乐镇)
- Hongshui (洪水镇)
- Liuba (六坝镇)
- Minlian (民联镇)
- Nanfeng (南丰镇)
- Nangu (南古镇)
- Sanbao (三堡镇)
- Shunhua (顺化镇)
- Xintian (新天镇)
- Yonggu (永固镇)

Område på sockennivå:
- Gaoxin Shiyong Jishu Kaifaqu teknikutvecklingszon (高新实用技术开发区)